# Florence B. Seibert
Florence Barbara Seibert (Easton, Pennsylvania, 6 d'octubre de 1897 - Sant Petersburg, Florida, 23 d'agost de 1991) va ser una bioquímica americana coneguda per haver inventat el test de la tuberculosi després d'haver desenvolupat un mètode per purificar la proteïna derivada en la tuberculina (PPD), mètode que va ser adoptat per l'Organització Mundial de la Salut per a la lluita contra aquest mal. Seibert és membre del Saló Nacional de la Fama de les Dones dels Estats Units.

## Primers anys
Florence Seibert va néixer el 6 d'octubre de 1897 a Easton, Pennsylvania (Estats Units), i a l'edat de tres anys va patir la malaltia de la pòlio, fet que la va obligar a portar ferros a les cames i a caminar amb coixesa durant pràcticament tota la vida. No obstant això, a mesura que anava entrant en l'adolescència es va començar a interessar per biografies de científics famosos, i va desenvolupar l'interès per la ciència.
Es va graduar en la societat acadèmica Phi Beta Kappa el 1918, i juntament amb una de les seves professores de química, Jessie E. Minor, va treballar al laboratori químic de Hammersley Paper Mill, a New Jersey. Cinc anys més tard, Seibert va obtenir un doctorat en bioquímica per la Universitat Yale. Va ser aquí on va estudiar les injeccions intravenoses de proteïnes de la llet sota la direcció del bioquímic Lafayette Mendel. D'aquesta manera va desenvolupar un mètode per a evitar que aquestes proteïnes fossin contaminades per bacteris.

## Assoliments professionals
El 1923, Seibert va treballar com a doctora convidada a la Universitat de Chicago. Va ser finançada per la Societat Filosòfica Nord-americana, un premi difícil d'aconseguir tant per a homes com per a dones, i durant aquesta època va treballar a temps parcial tant en el Ricketts Laboratory de la Universitat de Chicago, com en el Sprague Memorial Institute, també a Chicago.
Un any més tard, va rebre el Premi Howard Taylor Ricketts per la feina que va iniciar a Yale i havia continuat a Chicago. Seibert va reportar a Yale una troballa curiosa, i és que les injeccions intravenoses solien causar febre en els pacients. Va determinar que les febres eren provocades per toxines produïdes pel bacteri. Les toxines podien contaminar l'aigua destil·lada quan l'esprai de l'aigua bullent en el pot de destil·lació arribava al flascó receptor, de manera que Seibert va inventar un nou esprai per prevenir la contaminació durant el procés de destil·lació. Aquest procés de purificació del pirogen va ser publicat a The American Journal of Physiology, i va ser posteriorment adoptat per la Administració d'Aliments i Fàrmacs, els Instituts Nacionals de Salut, i diverses companyies farmacèutiques. Gràcies al seu treball amb els pirògens, Seibert seria guardonada el 1962 amb el Premi John Elliot Memorial de l'Associació Nord-americana de Bancs de Sang.
Seibert va treballar com a instructora en patologia des de 1924 fins 1928 a la Universitat de Chicago, sent contractada aquest últim any com a professora ajudant de bioquímica. Un any abans, la seva germana Mabel s'havia traslladat a Chicago per viure i treballar amb ella, exercint les tasques de secretària i ajudant d'investigació. Durant aquesta època, Seibert va conèixer al doctor Esmond R. Long, que estava treballant en la tuberculosi. El 1932 va acceptar anar-se'n juntament amb Long a l'Henry Phipps Institute, a la Universitat de Pennsylvania. Ell es va convertir en professor de patologia i director de laboratoris en l'esmentat centre, mentre que ella va acceptar un lloc com a professora ajudant en bioquímica. La meta que tots dos tenien era desenvolupar un test fiable que identifiqués la tuberculosi. La tuberculina derivada anterior, el bacil de Koch, havia produït resultats negatius falsos en els tests de tuberculosi des de 1890 a causa de la impuresa del material.

Al costat de la supervisió i finançament de Long, Seibert va identificar com a proteïna l'agent actiu en la tuberculina. Van haver de passar molts anys desenvolupant mètodes per separar i purificar la proteïna de l'anomenat Mycobacterium tuberculosi fins a obtenir la proteïna purificada derivada (PPD), la qual va permetre la creació d'un test de tuberculosi fiable.

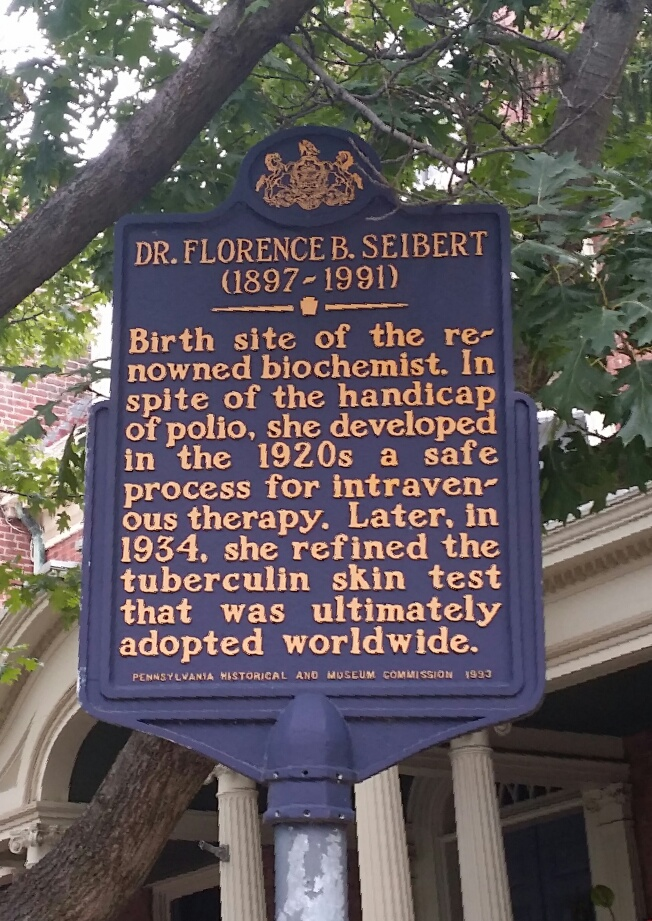
Reconeixement a Florence B. Seibert a Easton, PA, la seva ciutat natal.

La primera publicació sobre aquesta purificació de la tuberculina va tenir lloc el 1934, encara que algunes fonts acrediten el seu èxit amb l'aïllament de la proteïna entre els anys 1937-1938, quan Seibert va visitar la Universitat d'Uppsala, a Suècia, per treballar amb el científic guanyador d'un Nobel Theodor Svedberg. Finalment, és el 1940 quan la proteïna purificada derivada de Seibert (PPD) es converteix en el model nacional i internacional per a les proves de tuberculosi.
Del 1932 al 1959, Seibert va seguir investigant a l'Henry Phipps Institute de la Universitat de Pennsylvania. Va ser professora ajudant del 1932 al 1937, professora associada del 1937 al 1955, i professora de bioquímica del 1955 al 1959, sent aquest últim any la data oficial de la seva retirada.
Tant ella com la seva germana Mabel es van traslladar més tard a Sant Petersburg, Florida, on Seibert va seguir investigant les possibles relacions entre els bacteris i els tipus de càncer, treballant amb l'hospital Mound Park, i amb el centre de recerca Bay Pines V.A.. També va continuar publicant documents científics fins a 1977. Les teories que relacionen bacteris amb càncer segueixen creant polèmica avui dia.
El 1968, Seibert va publicar la seva autobiografia Pebbles on the Hill of a Scientist.

## Reconeixements
El 1943 va rebre el primer Premi al Mèrit de l'Associació Nord-americana de Dones Universitàries.
Uns altres dels molts premis que ha rebut al llarg de la seva vida són la Medalla Trudeau, atorgada per l'Associació Nacional de Tuberculosi el 1938, la Medalla Francis P. Garvan de la Societat Nord-americana de Química el 1942, i un esment a la Sala de la Fama Nacional de Dones el 1990.

## Mort
Va morir a Sant Petersburg (Florida) a la residència de Palm Springs, el 23 d'agost de 1991; tenia 93 anys. El 1993 va ser col·locada una placa commemorativa en honor seu a Easton, Pennsilvània, el seu lloc de naixement.